# هاینریش چهارم
هاینریش چهارم(به آلمانی: Heinrich IV)(زادهٔ ۱۱ نوامبر ۱۰۵۰- مرگ ۷ اوت ۱۱۰۶) از ۱۰۵۶ پادشاه آلمان و از ۱۰۸۴ تا هنگامی که در سال ۱۱۰۵ وادار به کناره‌گیری شد امپراتور مقدس روم بود.

هاینریش چهارم سومین پادشاه از دودمان سالی و یکی از نیرومندترین رهبران جهان در سدهٔ یازدهم میلادی بود. دورهٔ پادشاهی وی زمانهٔ کلنجار رفتن با دستگاه پاپ و جنگ‌های پی‌درپی با مدعیان تاج و تخت در آلمان و ایتالیا بود.
پایان پادشاهی هاینریش با شورش پسرش هاینریش پنجم در ۱۱۰۴ با پشتیبانی کلیسای کاتولیک، به اسارت پسر درآمدن و وادار شدن به کناره‌گیری و زندان همراه بود. هاینریش چهارم اندکی پس از این رویداد درگذشت.

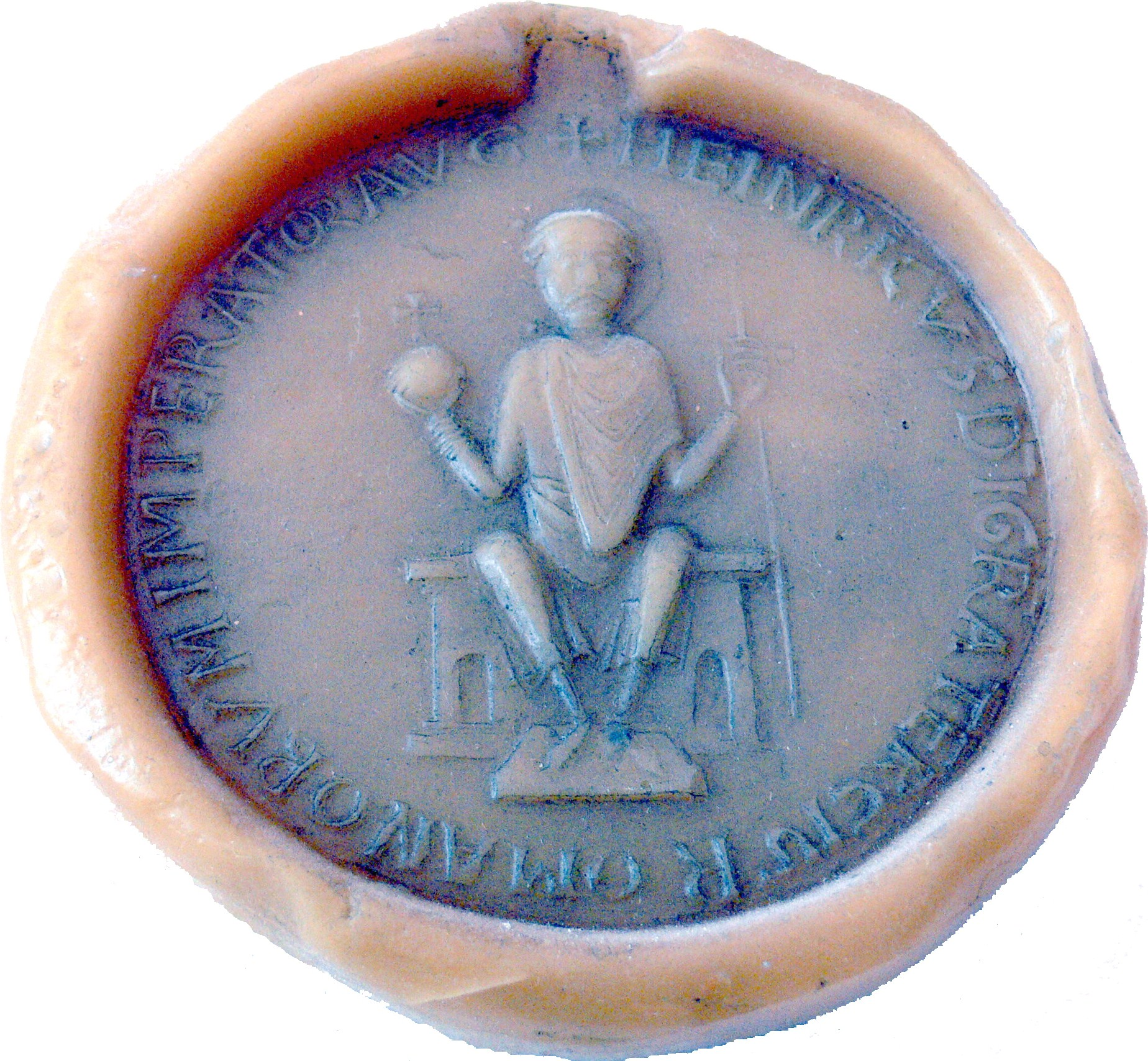
مُهر هاینریش چهارم